# Linn Products
Pour les articles homonymes, voir Linn.
Linn est une marque britannique de haute-fidélité. Linn Products Limited (SARL), société qui détient la marque, est basée à Glasgow en Écosse au Royaume-Uni.
Au XXIe siècle, la gamme Linn comprend tous les éléments de la chaîne hi-fi et audiovisuelle : les phonographes et platines CD, amplis, des boîtiers d’alimentation électrique, enceintes. Sa filiale Linnsight est distributeur de téléviseurs de la marque Loewe.

## Histoire
La maison Linn est créée en 1972 par Ivor Tiefenbrun pour exploiter la platine Sondek LP12, haut de gamme. Elle est très connue comme un produit de référence.
Linn dépose la marque Isobarik en 1975 et commercialise sa gamme d’enceintes isobares. 
Linn a maîtrisé la chaîne d’enregistrement à travers la création de sa propre maison de disques, Linn Records. Claire Martin, Carol Kidd et Martin Taylor sont des artistes qui sortent leurs œuvres sous ce label.

## Partenariat
Dans les années 1970 et 1980, Linn travaillait étroitement avec Naim audio tant au niveau commercial qu’au niveau de leur gamme de produits. Elles partageaient souvent les mêmes réseaux de distribution au niveau mondial. Leurs patrons respectifs partageaient un respect mutuel et fort. 
Cette association fut rompue à l’aube de l’ère du son numérique, à partir duquel chaque fabricant déclina sa propre gamme de produits, de bout en bout.

## Récompenses
Les efforts de Linn dans le secteur ont gagné la reconnaissance d’Élisabeth II, la reine du Royaume-Uni. Ivor Tiefenbrun reçut le MBE (Member of the Order of the British Empire).
En janvier 2002, Linn fut renommé fournisseur officiel auprès de la maison de Charles, prince de Galles (Royal Warrant).